# Cranbrook Community
 (mai 2017).
Si vous disposez d'ouvrages ou d'articles de référence ou si vous connaissez des sites web de qualité traitant du thème abordé ici, merci de compléter l'article en donnant les références utiles à sa vérifiabilité et en les liant à la section « Notes et références ».

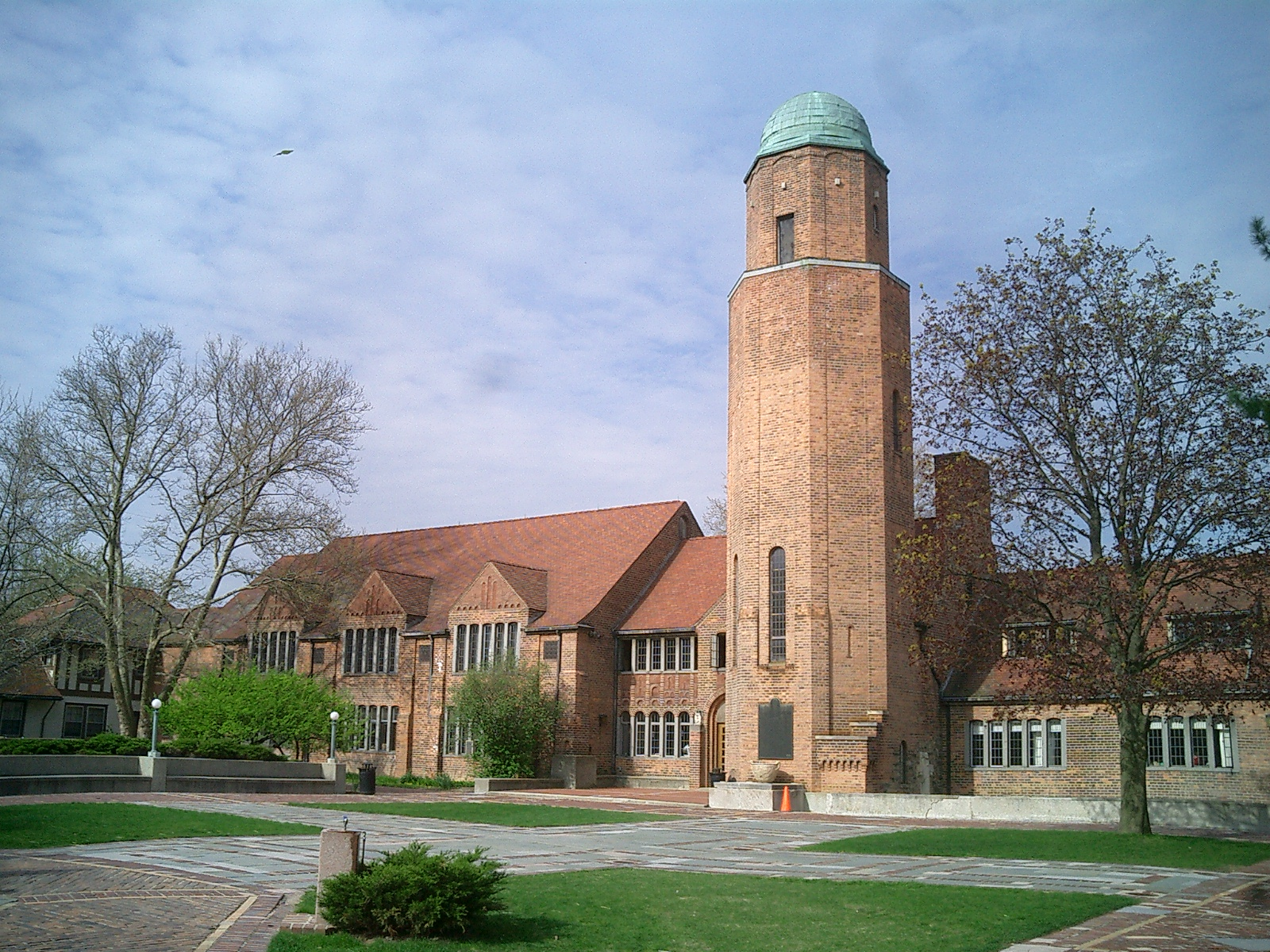
La tour et le quadrangle (the Quad).

La Cranbrook Educational Community est une école expérimentale située à Bloomfield Hills, dans l'État du Michigan (États-Unis). Elle a été fondée en début du XXe siècle par George G. Booth, magnat de la presse américaine et se compose du Cranbrook Kingswood School, de la Cranbrook Academy of Art, du Cranbrook Institute of Science, de la Cranbrook House and Gardens, et de l'église gothique Christ Church Cranbrook. Elle a été baptisée du nom de la Cranbrook School Kent en Angleterre, de laquelle son fondateur a reçu un diplôme.
La communauté a commencé comme une ferme de 70 hectares, que Booth a achetée en 1904. Aujourd'hui, elle s'étend sur 129 ha. Cranbrook est réputée pour son architecture Arts and Crafts et Art Déco d'Eliel Saarinen. Le pavillon Booth sont l'œuvre de l'architecte Albert Kahn. Les sculpteurs Carl Milles et Marshall Fredericks ont été pensionnaires de Cranbrook.